# Персональні дані
Персональні дані (англ. Personal data), також особові дані  — відомості чи сукупність відомостей про фізичну особу, яка ідентифікована або може бути конкретно ідентифікована.
В Україні є чинним Закон «Про захист персональних даних», який був прийнятий для приведення національного законодавства у відповідність з міжнародними вимогами.
Міжнародним актом, який регулює використання і захист особових даних є Конвенція Ради Європи «Про захист фізичних осіб при автоматизованій обробці персональних даних» від 28 січня 1981 року.

## Що становить персональні дані?
Наступні дані, що часто використовуються вирізнення конкретної особи, означені як особові Управлінням США з менеджменту й бюджету:
- Повне ім'я, якщо не поширені (мається на увазі ім'я разом із прізвищем)
- Національний ідентифікаційний номер
- IP-адреса (у деяких випадках)
- Номерний знак транспортного засобу
- Номер водійських прав
- Обличчя, відбитки пальців, або почерк
- Номери кредитних карток
- Цифрова ідентичність (цифровий підпис?)
- Дата народження
- місце народження
- генетична інформація

На семінарі, проведеному 6 серпня 2012 року Державною службою України з питань захисту персональних даних був приведений такий перелік особових даних:
Згідно із законодавством більшості європейських держав особові дані розділяються за критерієм «чутливості» на дані загального характеру і «чутливі»(вразливі) особові дані. 
Загальні особові дані
- ідентифікаційні дані (прізвище, ім'я, по батькові, адреса, телефон тощо);
- паспортні дані;
- особисті відомості (вік, стать, сімейний стан тощо);
- склад сім'ї;
- освіта;
- професія;
- житлові умови;
- спосіб життя;
- життєві інтереси та захоплення;
- споживчі звички;
- фінансова інформація;

«чутливі» особові дані
- Інформація про расове, етнічне походження та національність;
- Відомості, що стосуються політичних, світоглядних та релігійних переконань;
- Відомості про членство в політичних партіях, профспілках, релігійних або громадських організаціях;

- Відомості про стан здоров'я і статеве життя;
- Генетичні і біометричні дані;
- Місце знаходження та шляхи пересування особи;
- Інформація щодо застосування до особи заходів в рамках трудового слідства;
- Інформація щодо вчинення щодо особи різних видів насильства

## Відповідальність за порушення захисту або використання
2 травня 2011 року у Верховній раді було прийнято проект Закону «Про внесення змін до деяких законодавчих актів України щодо порушення законодавства про захист персональних даних», 21.06.2011 року Закон підписав Президент України. Доповненою цим Законом до КУпАП статтею 188-39 «Порушення законодавства у сфері захисту персональних даних», передбачено відповідальність за наступні проступки:
- Неповідомлення або несвоєчасне повідомлення суб'єкта персональних даних про його права у зв'язку із включенням його персональних даних до бази персональних даних, мету збору цих даних та осіб, яким ці дані передаються.
- Неповідомлення або несвоєчасне повідомлення спеціально уповноваженого центрального органу виконавчої влади з питань захисту персональних даних про зміну відомостей, що подаються для державної реєстрації бази персональних даних.
- Ухилення від державної реєстрації бази персональних даних.
- Недодержання встановленого законодавством про захист персональних даних порядку захисту персональних даних у базі персональних даних, що призвело до незаконного доступу до них.